# Rally 1000 Miglia

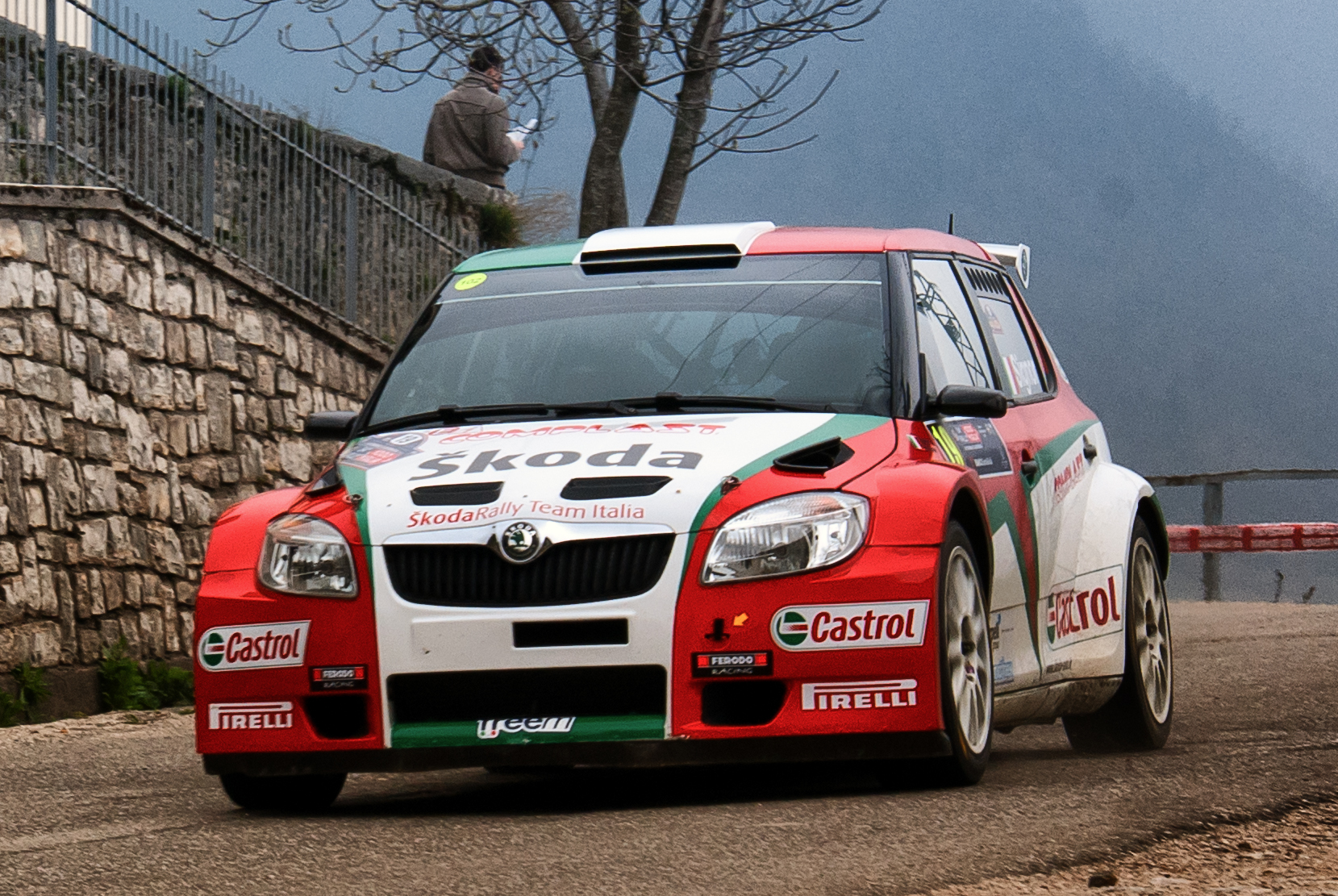
Marco Signor pilotando un Skoda Fabia S2000 en la edición de 2010.

El Rally 1000 Miglia es una competición de rally que se disputa anualmente en Italia desde 1977. Es organizado por el  Automobile Club di Brescia y se disputa sobre asfalto en la provincia de Brescia (Lombardía). 
Actualmente es puntuable para el Campeonato de Europa de Rally y el Campeonato de Italia de Rally.

## Palmarés
| Año                                     | Edición               | Piloto             | Copiloto             | Vehículo                    | Otros      |
| --------------------------------------- | --------------------- | ------------------ | -------------------- | --------------------------- | ---------- |
| 1977                                    | 1.                    | Mario Pasetti      | Luigi Pirollo        | Fiat 131 Abarth             | CAR        |
| 1978                                    | 2.                    | Alessandro Cola    | Emilio Redaelli      | Lancia Stratos              | CAR        |
| 1979                                    | 3.                    | Giovanni Casarotto | Stefano Zonta        | Lancia Stratos              | CAR        |
| 1980                                    | 4.                    | Nicola Busseni     | Roberto Bassi        | Porsche Carrera RS          | CAR        |
| 1981                                    | 5.                    | Nicola Busseni     | Roberto Bassi        | Porsche Carrera RS          | CAR        |
| 1982                                    | 6.                    | Carlo Cuccirelli   | Daniela Muttini      | Porsche Carrera RS          | CAR        |
| 1983                                    | 7.                    | Nicola Busseni     | Daniele Ciocca       | Ferrari 308 GTB             | CAR        |
| 1984                                    | 8.                    | Nicola Busseni     | Daniele Ciocca       | Lancia 037 Rally            | CAR        |
| 1985                                    | 9.                    | Dario Cerrato      | Giuseppe Cerri       | Lancia Delta S4             | CAR        |
| 1986                                    | 10.                   | Fabrizio Tabaton   | Luciano Tedeschini   | Lancia 037 Rally            | CAR        |
| 1987                                    | 11.                   | Dario Cerrato      | Giuseppe Cerri       | Lancia Delta 4WD            | CAR        |
| 1988                                    | 12.                   | Gianfranco Cunico  | Stefano Evangelisti  | Lancia 037 Rally            | CAR        |
| 1989                                    | 13. Rally 1000 Miglia | Dario Cerrato      | Giuseppe Cerri       | Lancia Delta Integrale      | ERC5       |
| 1990                                    | 14. Rally 1000 Miglia | Piero Liatti       | Luciano Tedeschini   | Lancia Delta Integrale 16V  | ERC5       |
| 1991                                    | 15. Rally 1000 Miglia | Gianfranco Cunico  | Stefano Evangelisti  | Ford Sierra RS Cosworth 4x4 | ERC5       |
| 1992                                    | 16. Rally 1000 Miglia | Lorenzo Colbrelli  | Roberto Berardi      | Lancia Delta Integrale 16V  | ERC5       |
| 1993                                    | 17. Rally 1000 Miglia | Piero Longhi       | Gianfranco Imerito   | Lancia Delta HF Integrale   | ERC5, CAR  |
| 1994                                    | 18. Rally 1000 Miglia | Piero Longhi       | Fabrizia Pons        | Toyota Celica Turbo 4WD     | ERC5, CAR  |
| 1995                                    | 19. Rally 1000 Miglia | Gianfranco Cunico  | Stefano Evangelisti  | Ford Escort RS Cosworth     | ERC5, CAR  |
| 1996                                    | 20. Rally 1000 Miglia | Gianfranco Cunico  | Pierangelo Scalvini  | Ford Escort RS Cosworth     | ERC10, CAR |
| 1997                                    | 21. Rally 1000 Miglia | Andrea Dallavilla  | Danilo Fappani       | Subaru Impreza 555          | ERC10, CIR |
| 1998                                    | 22. Rally 1000 Miglia | Gianfranco Cunico  | Luigi Pirollo        | Ford Escort WRC             | ERC10, CIR |
| 1999                                    | 23. Rally 1000 Miglia | Gianfranco Cunico  | Luigi Pirollo        | Subaru Impreza WRC          | ERC10, CIR |
| 2000                                    | 24. Rally 1000 Miglia | Paolo Andreucci    | Giovanni Bernacchini | Subaru Impreza WRC          | ERC10, CIR |
| 2001                                    | 25. Rally 1000 Miglia | Renato Travaglia   | Flavio Zanella       | Peugeot 206 WRC             | ERC20, CIR |
| 2002                                    | 26. Rally 1000 Miglia | Renato Travaglia   | Flavio Zanella       | Peugeot 206 WRC             | ERC20, CIR |
| 2003                                    | 27. Rally 1000 Miglia | Miguel Campos      | Carlos Magalhaes     | Peugeot 206 WRC             | ERC20, CIR |
| 2004                                    | 28. Rally 1000 Miglia | Giandomenico Basso | Mitia Dotta          | Fiat Punto S1600            | ERC, CIR   |
| 2005                                    | 29. Rally 1000 Miglia | Renato Travaglia   | Flavio Zanella       | Renault Clio S1600          | ERC, CIR   |
| 2006                                    | 30. Rally 1000 Miglia | Paolo Andreucci    | Anna Andreussi       | Abarth Grande Punto S2000   | ERC, CIR   |
| 2007                                    | 31. Rally 1000 Miglia | Giandomenico Basso | Mitia Dotta          | Abarth Grande Punto S2000   | ERC, CIR   |
| 2008                                    | 32. Rally 1000 Miglia | Paolo Andreucci    | Anna Andreussi       | Mitsubishi Lancer Evo IX    | ERC, CIR   |
| 2009                                    | 33. Rally 1000 Miglia | Giandomenico Basso | Mitia Dotta          | Abarth Grande Punto S2000   | ERC, CIR   |
| 2010                                    | 34. Rally 1000 Miglia | Paolo Andreucci    | Anna Andreussi       | Peugeot 207 S2000           | ERC, CIR   |
| 2011                                    | 35. Rally 1000 Miglia | Paolo Andreucci    | Anna Andreussi       | Peugeot 207 S2000           | ERC, CIR   |
| 2012                                    | 36. Rally 1000 Miglia | Giandomenico Basso | Mitia Dotta          | Ford Fiesta S2000           | ERC        |
| 2013                                    | 37. Rally 1000 Miglia | Alessandro Perico  | Fabrizio Carrara     | Peugeot 207 S2000           | CIR        |
| 2014                                    | 38. Rally 1000 Miglia | Luca Pedersoli     | Matteo Romano        | Citroën C4 WRC              | CIR        |
| 2015                                    | 39. Rally 1000 Miglia | Luca Rossetti      | Ivan Maurigi         | Ford Fiesta RS WRC          | CIR        |
| 2016                                    | 40. Rally 1000 Miglia | Luca Pedersoli     | Anna Tomasi          | Citroën C4 WRC              | CIR        |
| 2017                                    | 41. Rally 1000 Miglia | Stefano Albertini  | Danilo Fappani       | Ford Fiesta RS WRC          | CIR        |
| 2018                                    | 42. Rally 1000 Miglia | Stefano Albertini  | Danilo Fappani       | Ford Fiesta RS WRC          | CIR        |
| 2019                                    | 43. Rally 1000 Miglia | Luca Pedersoli     | Anna Tomasi          | Citroën DS3 WRC             | CIR        |
| CAR/CIR - Campeonato de Italia de Rally |                       |                    |                      |                             |            |
| Referencias                             |                       |                    |                      |                             |            |